# The Protecting Veil

The Protecting Veil est une composition musicale contemporaine pour violoncelle et cordes du compositeur britannique John Tavener. Elle a été nommée au Mercury Prize de 1992.

## Histoire de la composition
Terminée en 1988, l'œuvre a été entreprise en réponse à une demande du violoncelliste Steven Isserlis pour un morceau court d'à peu près dix minutes. Elle s'est développée pour devenir une œuvre plus étoffée, qui fut en conséquence commandée par la  BBC pour la saison des Proms de 1989. 
Comme nombre de compositions de Tavener, cette œuvre reflète sa foi religieuse orthodoxe russe. Le morceau tire son inspiration de l'Intercession de la Mère de Dieu. Cette fête orthodoxe commémore une apparition de Marie Théotokos (Mère de Dieu) au début du Xe siècle, dans l'église Sainte-Marie-des-Blachernes de Constantinople.

## Structure
La composition, dont la durée d'exécution avoisine les 45 minutes, est divisée en huit sections, chacune étant fondée sur une icône de Marie (mère de Jésus).
1. The Protecting Veil
2. The Nativity of the Mother of God
3. The Annunciation
4. The Incarnation
5. The Lament of the Mother of God at the Cross
6. The Resurrection
7. The Dormition
8. The Protecting Veil

The Protecting Veil était le sujet du programme Discovering Music sur la radio BBC Radio 3 en juin 2008.